# Zbójno (gemeente)
De gemeente Zbójno is een landgemeente in het Poolse woiwodschap Koejavië-Pommeren, in powiat Golubsko-Dobrzyński.
De zetel van de gemeente is in Zbójno.
Op 30 juni 2004 telde de gemeente 4517 inwoners.

## Oppervlakte gegevens
In 2002 bedroeg de totale oppervlakte van gemeente Zbójno 84,38 km², waarvan:
- agrarisch gebied: 86%
- bossen: 2%

De gemeente beslaat 13,77% van de totale oppervlakte van de powiat.

## Demografie
Stand op 30 juni 2004:
| Omschrijving                   | Totaal | Totaal | Vrouwen | Vrouwen | Mannen | Mannen |
| ------------------------------ | ------ | ------ | ------- | ------- | ------ | ------ |
| eenheid                        | aantal | %      | aantal  | %       | aantal | %      |
| inwoners                       | 4517   | 100    | 2190    | 48,5    | 2327   | 51,5   |
| bevolkingsdichtheid (inw./km²) | 53,5   | 53,5   | 26      | 26      | 27,6   | 27,6   |

In 2002 bedroeg het gemiddelde inkomen per inwoner 1287,11 zł.

## Administratieve plaatsen (sołectwo)
Adamki, Ciepień, Działyń, Klonowo, Łukaszewo, Obory, Podolina, Rembiocha, Rudusk, Ruże, Sitno, Wielgie, Wojnowo, Zbójenko, Zbójno, Zosin.

## Aangrenzende gemeenten
Brzuze, Chrostkowo, Ciechocin, Czernikowo, Golub-Dobrzyń, Kikół, Radomin